# Набережная Глебова
Набережная Глебова — улица в Старой Руссе. Проходит через исторический центр города по берегу реки Перерытица от улицы Возрождения и в посёлке Новый переходит в Славянскую улицу. Нумерация домов — только нечётная. Через реку на противоположном берегу проходит набережная Достоевского (там нумерация домов только чётная).

## История
Судя по названию реки — её русло в этом месте имеет искусственное происхождение (это подтверждается и археологическими раскопками), но время перепрокладки русла не известно.
В годы немецкой оккупации города (1941—1943) на набережной были устроены немецкие артиллерийские позиции
Современное название улица получила в 1970 году, к 25-летию Победы над фашистской Германией в Великой Отечественной войне, в честь комиссара 4-й Старорусской партизанской бригады Семёна Михайловича Глебова (1908—1943), погибшего в бою у деревни Станки Дедовического района Псковской области.

## Достопримечательности
- Воскресенский кафедральный собор

- д. 9/2 — бывший дом Голикова (начало XX в.)  памятник архитектуры

- д. 25 — «Дом Грушеньки» (бывший дом Меньшовых, середина XIX века, описан в романе Ф. М. Достоевского «Братья Карамазовы»)[6]  памятник архитектуры

- д. 29 — бывший дом Васильевых (1898)  памятник архитектуры

## Галерея

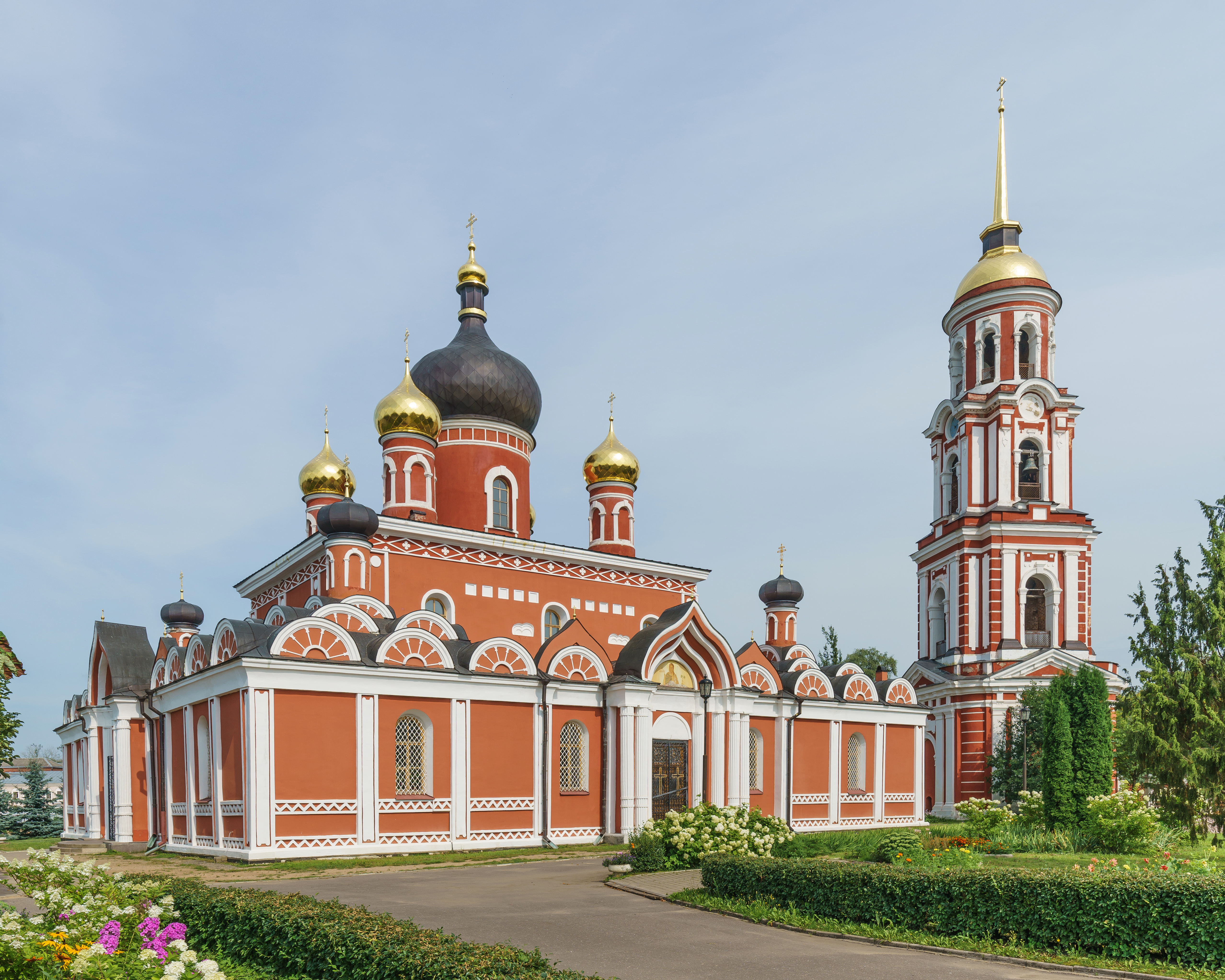
Воскресенский кафедральный собор
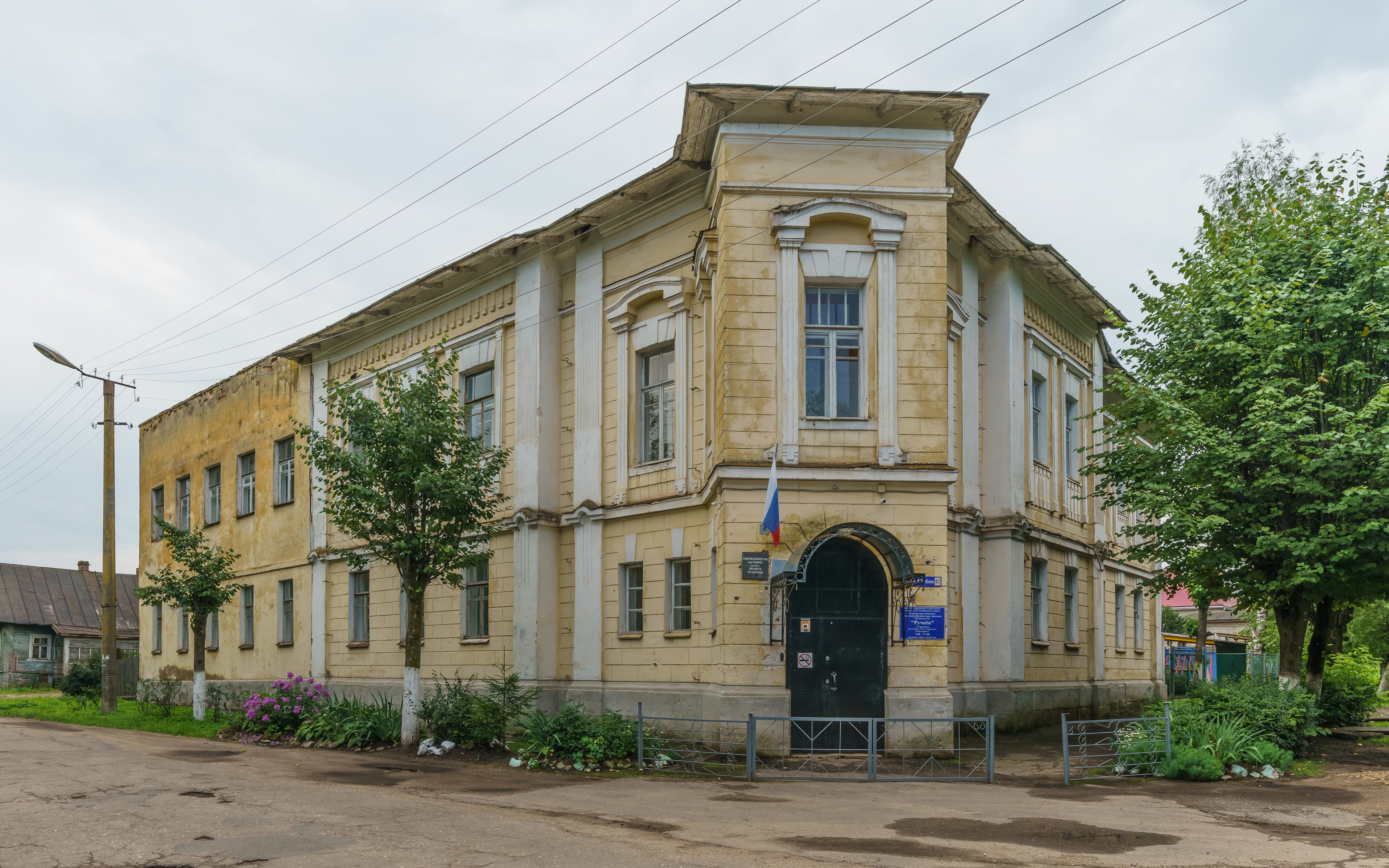
Дом Голикова
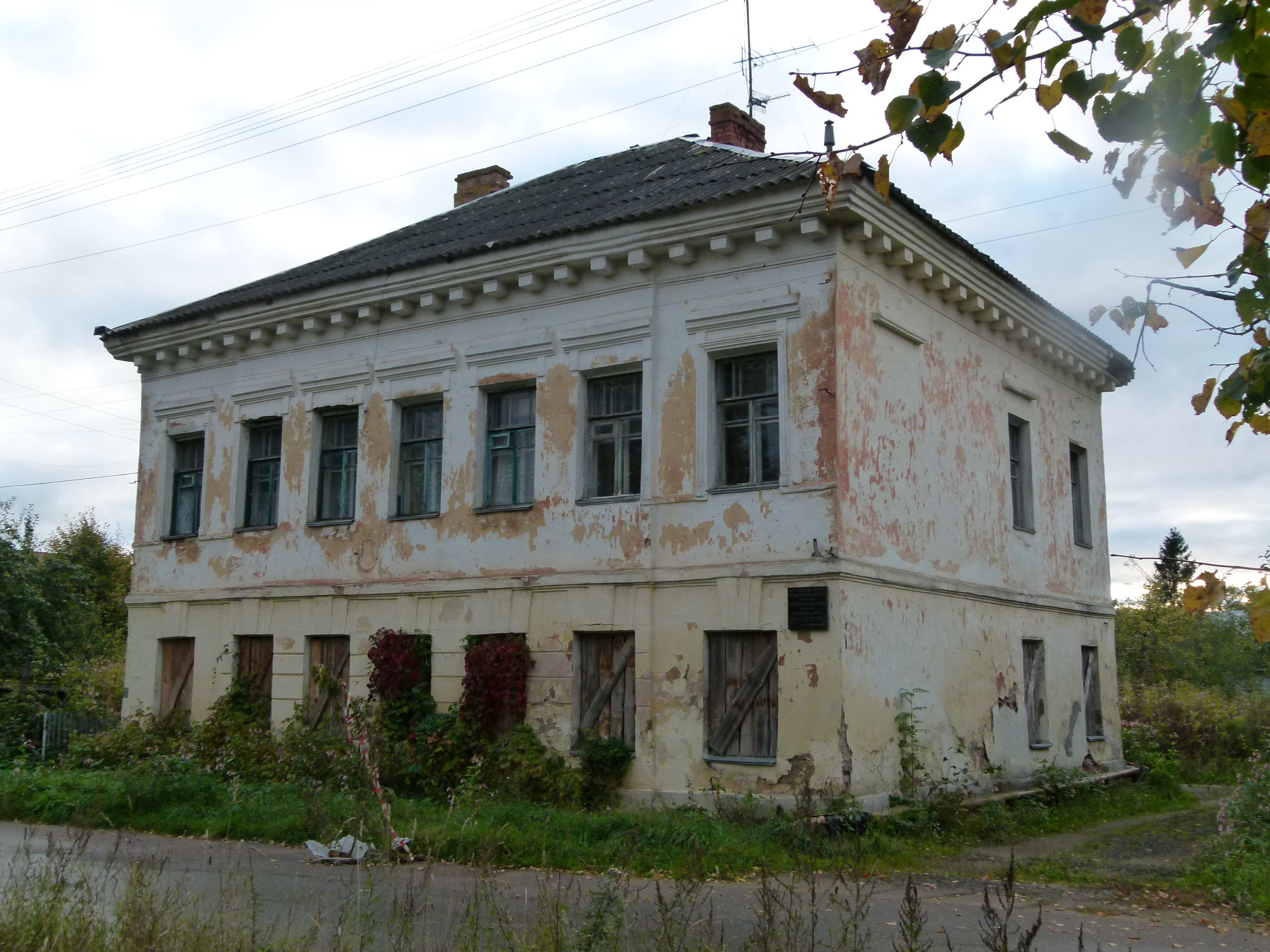
Дом Меньшовых